# 아스카촌 (나라현 1956년)
아스카촌(飛鳥村)은 나라현 다카이치군에 설치되었던 촌이다. 현재의 아스카촌(明日香村)에 해당한다. 일본의 시대 구분인 나라 시대의 명칭이 유래된 마을이다.

## 역사
- 1889년 4월 1일 - 정촌제 시행에 의해 다카이치군 아스카촌이 성립하였다.
- 1956년 7월 3일 - 사카아이촌, 다카이치촌과 합병해, 아스카촌이 성립하여 동일 아스카촌은 폐지되었다.